# Les Anges de l'enfer (film, 1930)
Pour les articles homonymes, voir Les Anges de l'enfer.
Pour plus de détails, voir Fiche technique et Distribution.
Les Anges de l'Enfer (titre original : Hell's Angels) est un film américain réalisé et produit par Howard Hughes en 1930.
Le film suit trois amis, deux frères américains et un Allemand, qui se sont rencontrés lors de leurs études. Quand éclate la Première Guerre mondiale, ils se retrouvent dans des camps opposés.
À l'origine tourné en muet, Howard Hughes le retravailla entièrement pour créer la bande son. La majeure partie du film est en noir et blanc, mais une séquence est en couleur. C'est d'ailleurs pour Jean Harlow la seule séquence de toute sa carrière tournée en couleur.
Causant la mort de trois pilotes et d'un mécanicien, dépassant régulièrement les budgets, connaissant des démêlés judiciaires, le film alimenta la controverse pendant tout son tournage, ce qui contribua à sa notoriété mais aussi à de multiples reports de sa sortie. Les Anges de l'enfer fut l'un des plus gros succès du début du cinéma parlant, mais il eut, malgré tout, du mal à atteindre la rentabilité et à couvrir son coût, astronomique pour l'époque. On le considère comme l'un des tout premiers films d'action du cinéma parlant.

## Synopsis

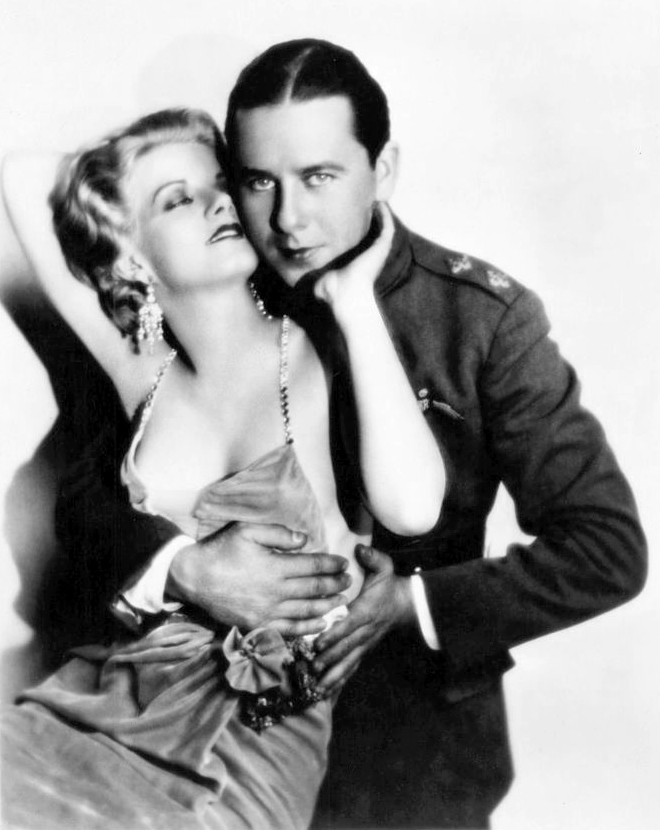
Jean Harlow et Ben Lyon

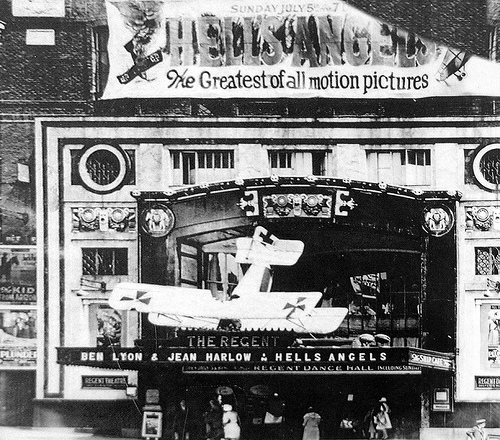
Les Anges de l'Enfer en affiche sur la façade du cinéma Le Regent de Brighton, avec un avion biplan au-dessus de l'auvent.

Roy et Monte Rutledge sont des frères britanniques très différents : Roy aime et idéalise Helen, apparemment sage, tandis que Monte est un coureur de jupons. Ils sont amis avec Karl Armstedt, un étudiant allemand qui va à l'Université d'Oxford. Karl est un pacifiste qui est contre l'idée d'avoir à combattre l'Angleterre si une guerre devait éclater. Pendant ce temps, à Munich, Monte est pris en flagrant adultère avec la femme d'un officier allemand, qui insiste pour régler leur différend en duel le lendemain matin. Monte s'enfuit cette nuit-là mais Roy est confondu avec lui et doit engager le duel, qu'il perd, recevant une balle dans le bras.
De son côté, Karl est enrôlé dans la Luftstreitkräfte (l'armée de l'air allemande) et les deux frères britanniques s'enrôlent dans le Royal Flying Corps mais Monte en profite pour recevoir un baiser d'une fille au poste de recrutement. Lorsque Roy présente enfin Monte à Helen, elle invite ce dernier dans son appartement. Monte essaie de repousser ses avances pour le bien de son frère mais finit par céder. Le lendemain matin, cependant, il a -pour une fois- honte de lui-même.
Pendant ce temps, Karl est officier à bord d'un Zeppelin envoyé pour bombarder Trafalgar Square, à Londres. En tant que bombardier-observateur, il est descendu sous les nuages dans une nacelle d'espionnage. Il guide délibérément le Zeppelin au-dessus de l'eau, où les bombes n'ont aucun effet. Quatre chasseurs du RFC sont envoyés pour intercepter le Zeppelin. Roy et Monte sont dans l'avion. Pour gagner de l'altitude et de la vitesse plus rapidement, le commandant du dirigeable décide de sacrifier Karl en coupant le câble qui sécurise sa nacelle. Quand cela ne suffit pas, il ordonne que tout soit abandonné. Il accepte alors l'avis d'un autre officier qui consiste à sauter dans le vide. Au même moment, les mitrailleurs allemands abattent trois avions et Roy et Monte survivent à un atterrissage forcé.
Après que ses mitrailleuses se soient enrayées, le dernier pilote britannique dirige son chasseur dans le dirigeable, le mettant en feu. Les frères évitent de justesse d'être tués par le Zeppelin qui s'écrase. Plus tard, en France, Monte est qualifié de lâche pour avoir manqué à son devoir après qu'un autre pilote ait pris sa place avant d'être abattu. Lorsqu'un colonel d'état-major demande deux volontaires pour une mission suicide, Roy et Monte interviennent. Ils doivent détruire un dépôt de munitions vital pour l'ennemi. Ils se faufileront à l'aide d'un bombardier allemand capturé le lendemain matin afin qu'une brigade britannique ait une chance dans leur attaque de l'après-midi autrement sans espoir.
Cette nuit-là, Roy découvre une Helen ivre dans une boîte de nuit avec le capitaine Redfield. Quand il essaie de la ramener à la maison, elle se retourne contre lui, révélant qu'elle ne l'a jamais aimé, quelle n'était, en fait, pas la jeune innocente qu'il croyait qu'elle était. Dévasté, Roy rejoint Monte pour faire la fête. Monte décide de ne pas participer à la mission et persuade presque Roy de faire de même, mais à la fin, Roy ramène Monte à l'aérodrome. Ils font exploser le dépôt de munitions allemand, mais ils sont repérés en flagrant délit par l'escadron de l' Imperial German Flying Corps surnommé le Flying Circus et dirigé par le légendaire "Red Baron" - Manfred von Richthofen. Monte défend le bombardier avec une mitrailleuse jusqu'à ce que leur escadron arrive et qu'un combat aérien éclate. Leur copain "Baldy" abat le seul Allemand qui vise toujours le bombardier, mais von Richthofen se précipite et abat les frères. Ils sont capturés.
Comme leur utilisation d'un avion allemand violait les lois et coutumes de la guerre, les frères ont la possibilité de parler ou d'affronter un peloton d'exécution commandé par nul autre que l'ancien adversaire en duel de Roy. Monte décide de révéler tout ce qu'il sait de l'attaque pour sauver sa propre vie. Incapable de faire changer d'avis son frère, Roy convainc Monte qu'il doit parler seul avec le général allemand. Il propose de dire ce qu'il sait à condition qu'il n'y ait aucun témoin de sa trahison, mais demande un pistolet pour tuer Monte afin que personne ne sache sa lâcheté. Le général lui donne son propre fusil et une balle. Roy ne peut pas persuader Monte de faire ce qu'il faut et n'a d'autre choix que de tirer sur son frère dans le dos. Ensuite, Roy est exécuté.
L'attaque britannique démarre avec succès.

## Fiche technique
- Réalisation : Howard Hughes et (non crédités) Edmund Goulding, James Whale
- Scénario : Harry Behn, Howard Estabrook, Joseph Moncure March, Marshall Neilan
- Dialogues : Joseph Moncure March
- Directeurs de la photographie : Antonio Gaudio et Harry Perry
- Photographie aérienne : Divers collaborateurs, dont Elmer Dyer, E. Burton Steene, Dewey Wrigley, Harry Zech, Paul Ivano (non crédité), Jack MacKenzie (non crédité), Jack Greenhalgh (non crédité), Osmond Borradaile (non crédité), Roy H. Klaffki (non crédité)
- Musique : Hugo Riesenfeld  (non crédité), Piotr Ilitch Tchaïkovski, Johann Strauss II
- Montage : Douglas Biggs, Frank Lawrence
- Décors : Carroll Clark et Julian Boone Fleming
- Producteur : Howard Hughes (non crédité)
- Société de production : The Caddo Company
- Société de distribution : United Artists
- Pays de production :  États-Unis
- Langue originale : anglais américain
- Genre : drame de guerre
- Format : noir et blanc / couleur (Technicolor) — 35 mm — 1,20:1 — son : mono (Western Electric Sound System)
- Durée : 127 minutes
- Dates de sortie :
  - États-Unis : 27 mai 1930 (première à Los Angeles)
  - États-Unis : 15 novembre 1930 (sortie nationale)

## Distribution
- Ben Lyon : Monte Rutledge
- James Hall : Roy Rutledge
- Jean Harlow : Helen
- John Darrow : Karl Armstedt
- Lucien Prival : Baron Von Kranz
- Frank Clarke : le lieutenant von Bruen
- Roy Wilson : Baldy Maloney
- Douglas Gilmore : le capitaine Redfield
- Jane Winton : la baronne Von Kranz
- Evelyn Hall : Lady Randolph
- William B. Davidson : le major de l'état-major
- Wyndham Standing : le commandant de l’escadrille de la RFC

## Musiques
- Symphonie n°5 Opus 64: 2e movement (1888) de Tchaïkovsky
- Histoires de la forêt viennoise, opus 325 (1868) de Johann Strauss II
- Ach, Du Lieber Augustin de Hugo Riesenfeld
- Du vin, des femmes, et des chansons (1869) de Johann Strauss II
- Roses du sud, opus 388 (1880) de Johann Strauss II
- Vie d'artiste, opus 316 (1867) de Johann Strauss II
- Mädele, ruck, ruck, ruck de Hugo Riesenfeld
- Sailing, Sailing Over the Bounding Main de Godfrey Marks
- Wer niemals einen Rausch gehabt de Hugo Riesenfeld
- Der kleine Rekrut de Hugo Riesenfeld
- Du, du liegst mir im Herzen de Hugo Riesenfeld
- Im Grunewald ist Holzauktion de Hugo Riesenfeld
- There's a Long, Long Trail a-Winding de Zo Elliott & Stoddard King
- Eva Waltz de Franz Lehár

## Autour du film
- Certaines scènes du film furent tournées en couleur (Technicolor). Le tournage a été en partie effectué au Hollywood Center Studios.
- La première partie du film de Martin Scorsese Aviator (2004), consacré à la vie d'Howard Hughes, évoque spectaculairement le tournage des Anges de l'enfer.
- Le réalisateur Howard Hughes a subi un grave accident d'avion (fracture crânienne, lésions à la colonne vertébrale, et coma), en remplaçant lui-même un cascadeur qui jugeait la scène trop périlleuse[1].
- Trois aviateurs et un mécanicien ont trouvé la mort pendant le tournage[2].
- On dit à l'époque que Howard Hughes avait investi quatre millions de dollars (plus de 59 millions de dollars en 2018) dans le projet, budget énorme pour des États-Unis en pleine crise de 1929. Mais il s'avéra par la suite que ce ne fut qu'une rumeur lancée par Hughes lui-même pour contribuer à la publicité de son film. En réalité, le coût fut de l'ordre de 2,8 millions de dollars. Bien que représentant déjà une somme non négligeable, elle reste très inférieure au coût bien réel du Ben-Hur de 1925, tourné trois ans plus tôt, et dont les coûts de production dépassèrent les quatre millions de dollars sans qu'on en parle autant.